# Enrico Quaranta

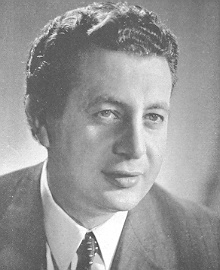
Enrico Quaranta

Enrico Quaranta (San Pietro al Tanagro, 2 januari 1928 – Napels, 16 maart 1984) was een Italiaans advocaat en politicus voor de Italiaanse Socialistische Partij.
Quaranta was burgemeester van zijn geboortestad San Pietro al Tanagro in de Zuid-Italiaanse regio Campanië. Hij was lid van de Kamer van Afgevaardigden van 1963 tot 1979 en van de Senaat van 1979 tot 1987. In het parlement was hij actief in het domein van toerisme in de Mezzogiorno en controlecommissies van staatssubsidies. In de jaren 1980-1983 was hij in vijf regeringen onderstaatssecretaris voor toerisme.